# Sport Clube Senhora da Hora
O Sport Clube Senhora da Hora é um clube desportivo localizado na cidade da Senhora da Hora, Município de Matosinhos.

## História

### Antes da fundação
No final da década de 20, depois de verem um jogo de futebol, Joaquim Ribeiro, Manuel Pinto Sousa e Manuel Monteiro, começaram a dar os "primeiros pontapés na bola" e assim surgia a ideia de formar um clube de futebol na Senhora da Hora.

### Fundadores
Joaquim Ribeiro, Manuel Pinto Sousa e Manuel Monteiro

### Depois da fundação
Em Setembro de 1931 era fundado e filiado na Associação de Futebol do Porto, o Sport Clube Senhora da Hora. O pequeno grupo de amigos juntava-se num baldio, com o nome de Campo Vadio, onde hoje é a actual Junta de Freguesia.

## Modalidades
Futebol(7 e 11), Ginástica, Boxe, Columbofilia, Futebol, Hóquei em Campo, Ténis de Mesa, Voleibol e Dança.

### Classificações por época
| Época     | Nível | Divisão                | Classificação | Taça de Portugal |
| --------- | ----- | ---------------------- | ------------- | ---------------- |
| 2007/2008 | 6     | 1ª Divisão da AF Porto | 16º           | -                |
| 2008/2009 | 6     | 1ª Divisão da AF Porto | 3º            | -                |
| 2009/2010 | 6     | 1ª Divisão da AF Porto | 14º           | -                |
| 2010/2011 | 6     | 1ª Divisão da AF Porto | 7º            | -                |
| 2011/2012 | 6     | 1ª Divisão da AF Porto | 13º           | -                |
| 2012/2013 | 6     | 1ª Divisão da AF Porto | 8º            | -                |
| 2013/2014 | 6     | 1ª Divisão da AF Porto | 8º            | -                |
| 2014/2015 | 6     | 1ª Divisão da AF Porto | 16º           | -                |
| 2015/2016 | 7     | 2ª Divisão da AF Porto | 3º            | -                |
| 2016/2017 | 7     | 2ª Divisão da AF Porto | 4º            |                  |

Legenda das cores na pirâmide do futebol português
     1º nível (1ª Divisão / 1ª Liga) 
     2º nível (até 1989/90 como 2ª Divisão Nacional, dividido por zonas, em 1990/91 foi criada a 2ª Liga) 
     3º nível (até 1989/90 como 3ª Divisão Nacional, depois de 1989/90 como 2ª Divisão B/Nacional de Seniores/Campeonato de Portugal)
     4º nível (entre 1989/90 e 2012/2013 como 3ª Divisão, entre 1947/48 e 1989/90 e após 2013/14 como 1ª Divisão Distrital) 
     5º nível
     6º nível
     7º nível